# Fuerte Al Jalali
El Fuerte Al Jalali (en árabe: قلعة الجلالي‎‎) es un complejo de fortalezas en los acantilados costeros en las afueras de Mascate, la capital de Omán.
Fue construido originalmente por los portugueses bajo el reinado de Felipe I en la década de 1580 y posteriormente ampliado considerablemente por los otomanos. En el siglo XX, el fuerte funcionó como la principal prisión de Omán hasta que fue abandonado en la década de 1970. El complejo alberga un museo privado desde 1983.

## Etimología
La fortaleza fue construida por los portugueses después de las incursiones otomanas en 1586 y la llamaron Forte de Sao Joao (Fuerte San Juan). El origen del nombre de Al Jalali no es seguro: una explicación proviene del árabe al-jalāl, que significa "gran belleza", otra se basa en la leyenda del comandante baluchi Jalal Shah, de quien se dice que lleva el nombre del fuerte., similar a la segunda fortaleza del antiguo puerto de Mascate, el Fuerte Al-Mirani, que se dice que lleva el nombre de su hermano.

## Historia
Mascate, controlada por Portugal desde 1507, fue una ciudad importante en el siglo XVI. En el siglo XIX fue blanco de varios ataques de los otomanos, que querían hacer retroceder la influencia portuguesa en la Península arábiga. Después de un bombardeo en 1546, la ciudad fue atacada en julio de 1552 y capturada por los atacantes otomanos después de 18 días. Dos años más tarde, la ciudad fue reconquistada por los portugueses. Después de que los otomanos saquearon Mascate nuevamente en 1582, entre 1586 y 1588 se construyeron tanto el fuerte Al Jalali como el fuerte Al-Mirani. Para ello, primero se nivelaron y ampliaron los acantilados para los cimientos de las fortalezas.
En el siglo XVII, el comercio portugués enfrentó una competencia cada vez mayor por parte de Inglaterra y Holanda. Después de que una alianza de fuerzas persas e inglesas conquistara Ormuz en 1622, Portugal se centró en la defensa de Mascate entre 1633 y 1634 y también comenzó a ampliar el Fuerte Al Jalali, junto con otras fortificaciones en el área urbana de Mascate.
En diciembre de 1649, Mascate fue finalmente conquistada por el sultán ibn Saif I como última posesión portuguesa en Omán. Algunos portugueses consiguieron atrincherarse en el fuerte Al-Mirani, pero esta fortaleza también cayó el 23 de enero de 1650. En el curso de la disputa de sucesión omaní, el fuerte fue capturado y saqueado tanto en 1738 como en 1743 por fuerzas persas que apoyaban al depuesto sultán Saif ibn Sultan II.
En el siglo XX, el fuerte Al Jalali se utilizó como prisión con espacio para unos 200 reclusos. Entre ellos se encontraban prisioneros de la guerra de Jabal Akhdar de 1954 a 1959 o posteriormente de la rebelión de Dhofar de 1962 a 1976. Durante este tiempo, Al Jalali se convirtió en la prisión más famosa del país, donde las condiciones eran inhumanas. La prisión finalmente cerró en la década de 1970. En los años siguientes, en medio de la bahía adyacente a los fuertes se construyó el palacio del sultán Qasr al-'Alam.
En 1983, el fuerte fue renovado y convertido en un museo sobre la historia de Omán. Hoy en día sólo unas pocas inscripciones nos recuerdan la época portuguesa.

## Galería de imágenes

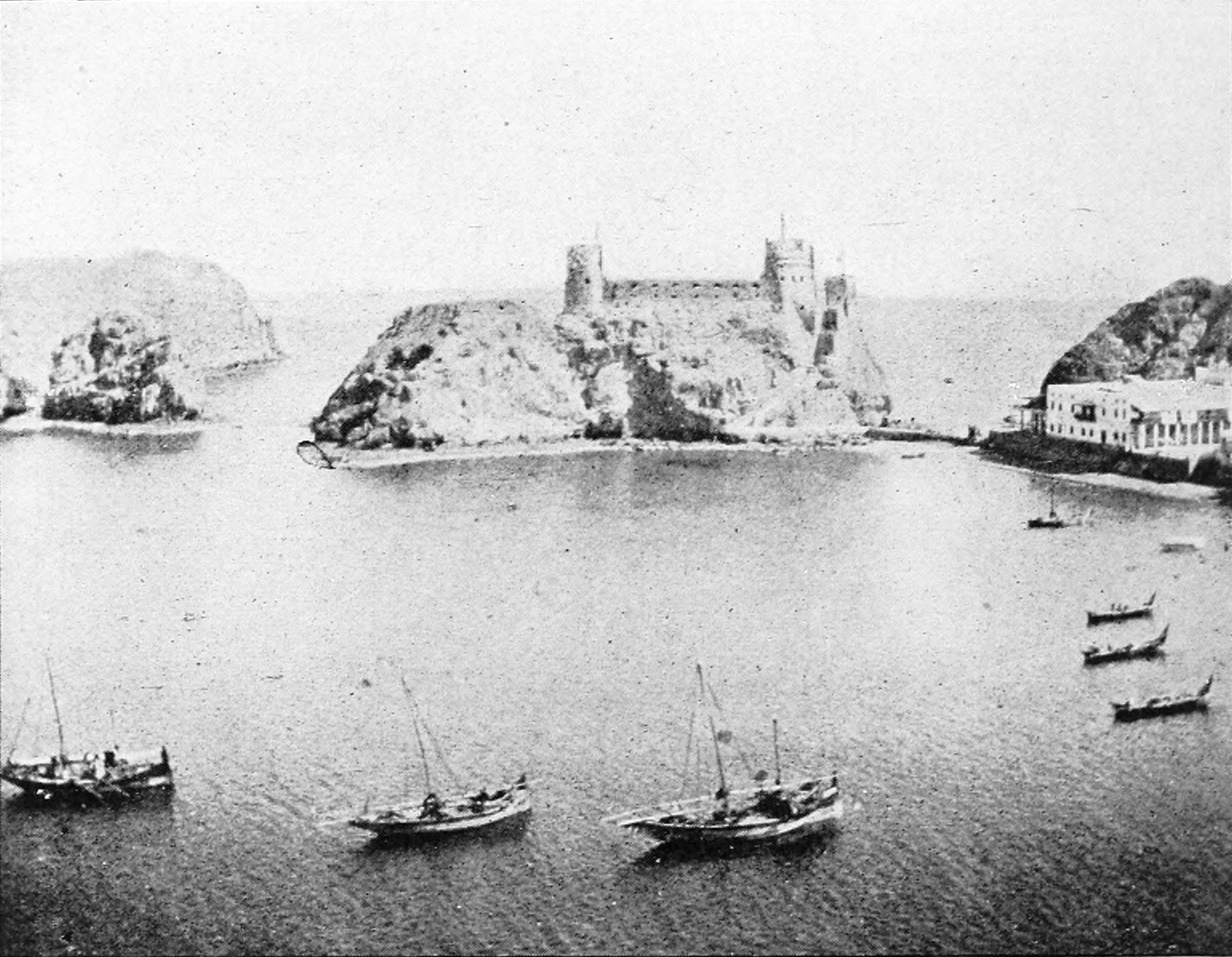
El fuerte en 1903.
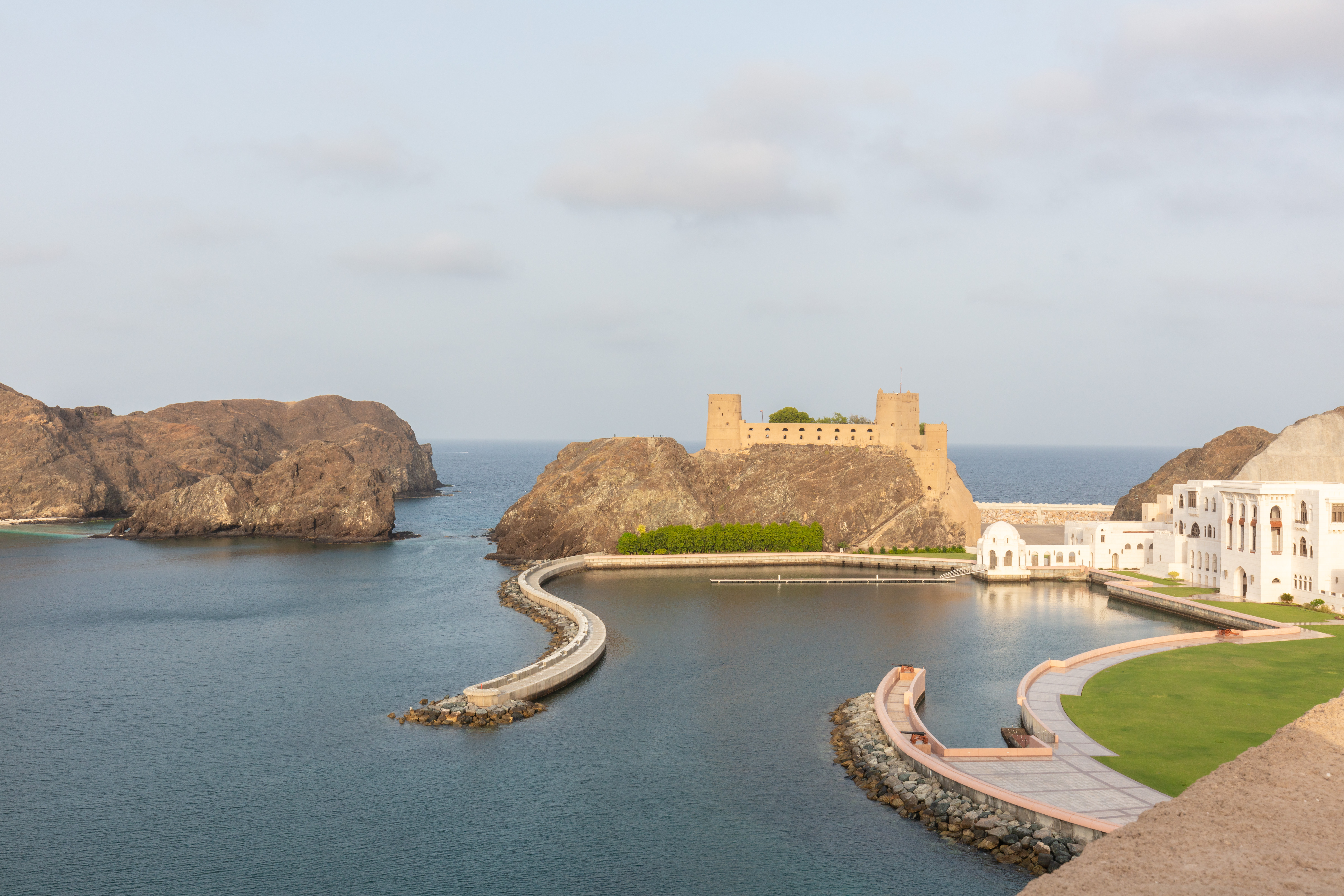
Imagen de 2024.
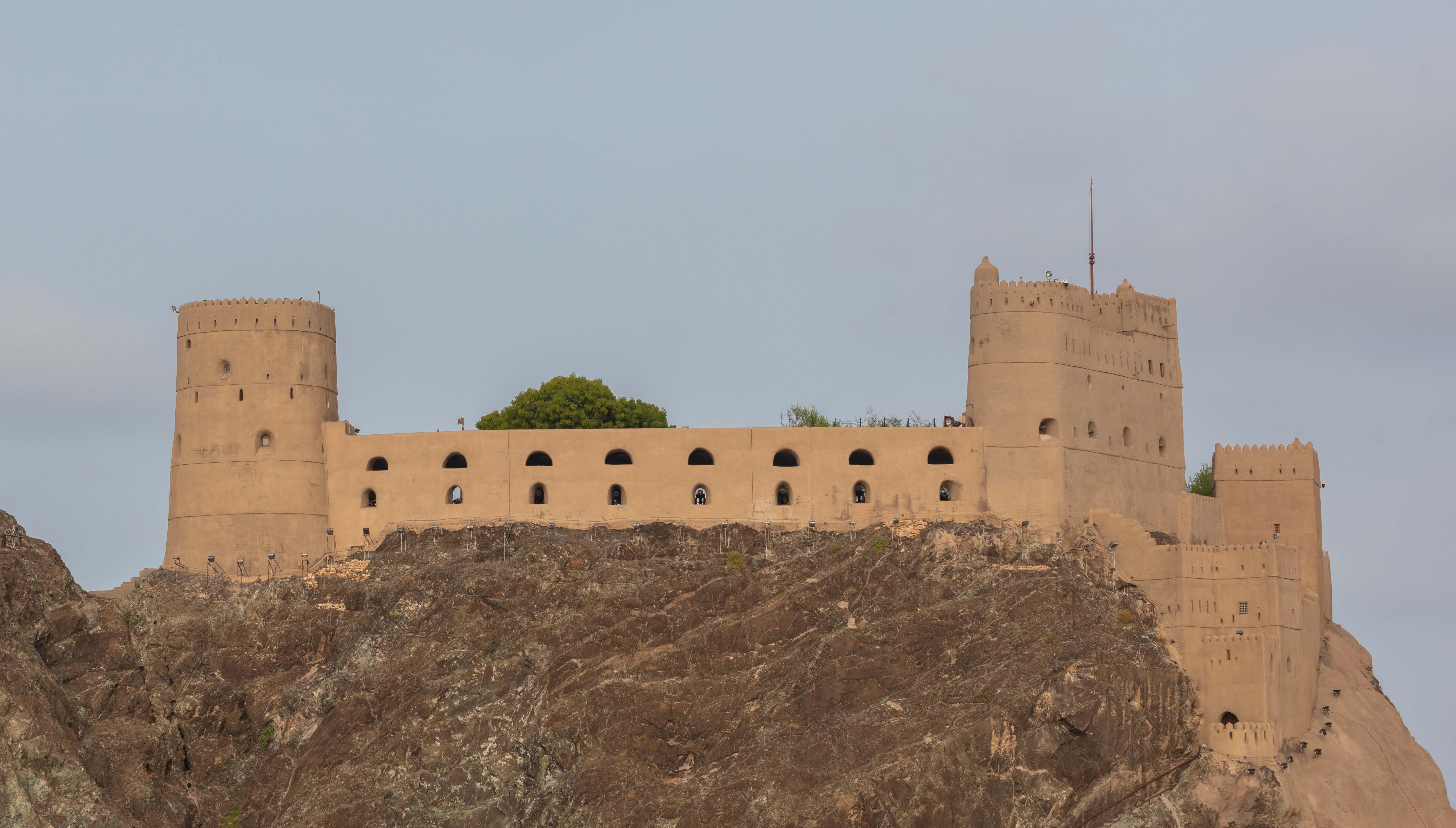
Primer plano.
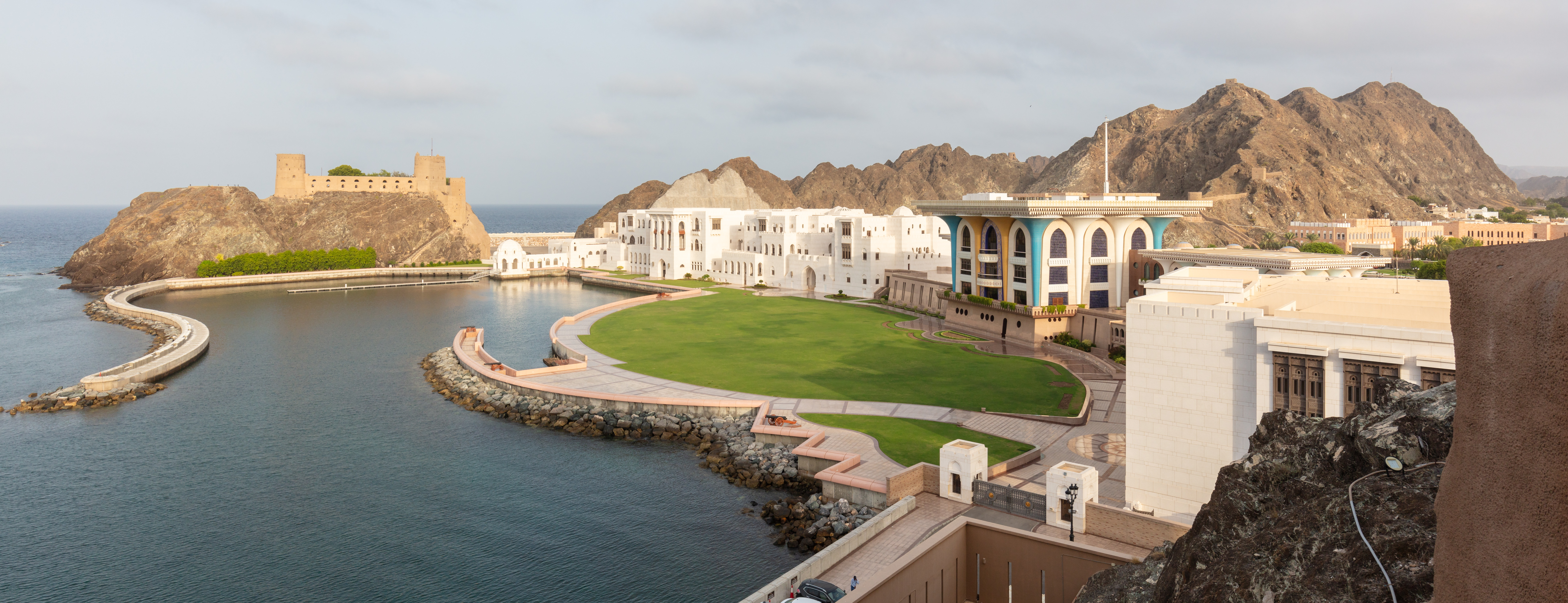
Fuerte de Al Jalali y palacio de Al Alam.

- Datos: Q5470710
- Multimedia: Fort Al Jalali / Q5470710